# Corina Glaab
Corina Glaab, född 25 maj 2000 i Breuberg i Tyskland, är en volleybollspelare (passare) som spelar med Terville Florange Olympique Club och landslaget.
Glaab började spela volleyboll i TV Mömlingen. Hon gick över till Rote Raben Vilsbiburg 2015. Hon spelade i början med klubbens andralag som spelade i 2. Volleyball-Bundesliga. Hon deltog i U18-VM 2017 och var kapten för laget vid U19-EM 2018. Från 2018 ingick hon också Rote Rabens förstalag och spelade i Volleyball-Bundesliga. Hon debuterade i seniorlandslaget vid Montreux Volley Masters i maj 2019. Glaab gick över till Schwarz-Weiss Erfurt 2021 och spelade med dem till 2023 då hon lämnade för Allianz MTV Stuttgart. Sedan 2024 gick hon över till Terville Florange. Hon deltog med landslaget vid VM 2022 och EM 2023.